# Колавож
Колавож, Кольвож — река в России, протекает в Прилузском районе Республики Коми. Устье реки находится в 34 км по левому берегу реки Ожин. Длина реки составляет 16 км.
Исток реки в таёжном массиве среди холмов Северных Увалов к востоку от холма Верховье Пидопи (210 м НУМ) в 16 км к востоку от села Объячево. В верхнем течении течёт на северо-восток, в нижнем на северо-запад. Всё течение проходит по ненаселённому холмистому таёжному массиву. Впадает в Ожин в 17 км к северо-востоку от центра села Объячево.

## Данные водного реестра
По данным государственного водного реестра России и геоинформационной системы водохозяйственного районирования территории РФ, подготовленной Федеральным агентством водных ресурсов:
- Бассейновый округ — Двинско-Печорский
- Речной бассейн — Северная Двина
- Речной подбассейн — Малая Северная Двина
- Водохозяйственный участок — Юг
- Код водного объекта — 03020100212103000012358